# 노토반도

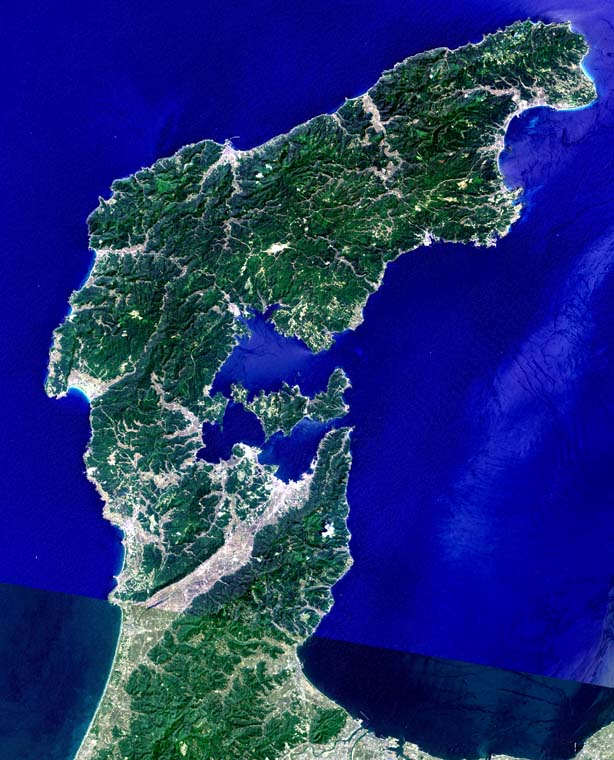
노토반도의 랜드샛 위성 사진

노토반도의 위치

노토반도(일본어: 能登半島 노토한토[*])는 일본 혼슈 섬 중부, 이시카와현 해안에서 동해를 향해 북쪽으로 뻗어있는 반도이다. 반도 동쪽으로 도야마만이 있다.

## 개요
대부분 이시카와현에 속하지만 호다쓰구릉의 남동쪽은 도야마현(히미시)에 속한다. 반도의 동부는 도야마만을 형성한다. 반도 동쪽 중부에는 노토섬을 감싸안듯 나나오만이 있다. 지역 방언으로 도야마만에 면한 해안을 '우치우라'(内浦), 반도 서쪽의 일본해에 면한 해안을 '소토우라'(外浦)라고 부른다.
곶과 절벽, 갯바위 등 변화무쌍한 해안선이 많아 명승지·관광지로 알려져 있다. 반도 북쪽 앞바다에는 헤구라지마섬 등 섬이 있다.
반도 내부는 해발고도 200m에서 500m 정도의 구릉지대(남부는 호다쓰구릉, 북부는 노토구릉)가 이어져 평지는 적다. 와지마시 등에서는 계단식 농지를 볼 수 있으며, 그 중에서도 시로네농지가 유명하다. 해안선을 중심으로 넓은 범위가 노토반도국정공원으로 지정되어 있다. 어업·수산업이 활발하여 고대부터 해삼의 특산지이다. 현대에는 굴도 많이 양식되고 있다.
지형과 날씨가 좋지 않지만, 키타마에부네 등 동해 교역의 중계지이기도 했기 때문에 독특한 문화가 조성되었다. 와지마 아침 시장과 반도 각지에서 여름부터 가을까지 열리는 노토 키리코 축제가 대표적인 사례이다. 사람과 흙이 모두 부드럽다는 의미에서 '노토는 흙까지도 상냥하다'라는 속담이 있다.

## 지진
이시카와현 노토지방과 노토반도 해역에서는 2007년・2024년의 노토반도 지진과 같은 대지진이 일어날 정도로 지진이 종종 일어난다. 2020년 12월부터 노토반도를 중심으로 지속적인 군발지진이 발생했으며, 2024년 1월 1일에는 규모 M7.6(진도7)의 노토반도 대지진이 발생했다.

## 역사
- 노토반도의 역사는 6000여년 전으로 거슬러 올라간다. 노토정에 있는 마와키 유적(真脇遺跡)은 약 4000년간 유지된 조몬 시대의 장기 정주형 유적으로 알려져 있다. 또한 나나오시에 있는 조몬시대 유적인 사바유적(佐波遺跡)에서는 서일본의 유물과 유사한 유물이 발견되고 있어 조몬 시대부터 서일본문화권과의 교류가 있었던 것으로 보인다.[3] 노토라는 이름의 유래는 분명하지 않으나 일설에 의하면 아이누어로 반도 혹은 돌기를 뜻하는 '놋'에서 왔다고 한다.그 밖에 만(여기서는 나나오만)을 부르는 말인 '노미토'에서 유래했다는 설도 있다.[4]
- 718년에 히미시를 제외한 지역이 에치젠국에서 노토국으로 분리되었다. 그 후 노토국은 엣추국에 병합되었다가 757년에 다시 노토국으로 분립하였다. 다만 히미시는 엣추국에 포함되어 있었다.[3]

## 지역
노토반도는 크게 세 지역으로 나뉜다.
- 구치노토(口能登)
하쿠이시, 가호쿠시, 하쿠이군(시카정, 호다쓰시미즈정)
- 나카노토(中能登)
나나오시, 가시마군(나카노토정)
- 오쿠노토(奥能登)
와지마시, 스즈시, 호스군(아나미즈정, 노토정)